# Raiatea
Raiatea  (avagy Ra'iatea) a Társaság-szigetcsoporthoz tartozó Szélcsendes szigetcsoport legnagyobb szigete, 315 km-re Tahititól.
Raiateát sokan az ősi Polinézia központi szigeteként tartják számon és valószínűsíthető, hogy innen indult Hawaii, Aotearoa (Új-Zéland) és más kelet-polinéziai szigetek benépesítése. A szigetet egyes hagyományok szerint Havai'i-nak is nevezték.
A sziget délkeleti partján található a történelmi jelentőségű vallási helyszín, Taputapuatea marae, amelyet i.sz. 1000 környékén építettek.
Raiatea legfőbb települése Uturoa, amely a Szélcsendes szigetcsoport (franciául: Îles Sous-le-vent). A településen középiskolák is vannak, amelyet több szigetről is látogatnak diákok (Bora Bora, Tahaa, Huahine és Maupiti).

## Elnevezése

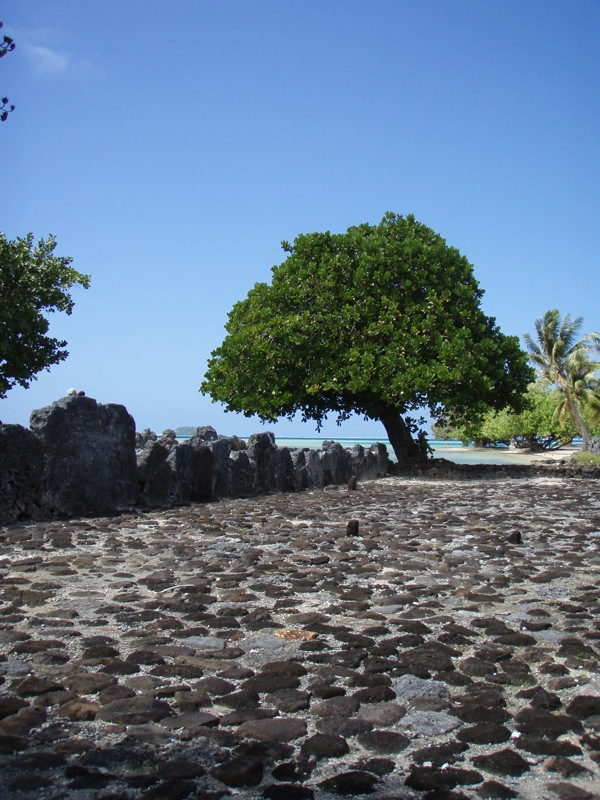
Taputapuatea marae, egy ősi marae, amelyet megemlítenek máshol is a polinéz hagyományok, például az új-zélandi maorik is őseik egyik szent helyeként említik.

A sziget helyes elnevezése tahiti nyelven Ra’iatea, amely tiszta égboltot jelent. Ennek átirata pedig Ulieta, amelyet a 19. században használtak, de mára szinte teljesen eltűnt.
A korábban már kihalt öböl rigó erről a szigetről származik, amelyről csupán egyetlen rajz maradt fent. A rajzot a londoni természettudományi múzeumban tárolják.

## Földrajz és népesség
Raiatea a Társaság-szigetek második legnagyobb szigete Tahiti után. Raiatea és Tahaa szigeteket egyazon korálzátony öleli körbe. A két sziget valaha egy sziget lehetett. Raiatea a legnagyobb és legnépesebb sziget a Szélcsendes szigetcsoportban. Területe 167,7 km², teljes lakossága 12024 fő (2007). A népsűrűség 72 fő/km². Raiatea legnagyobb települése Uturoa a sziget északi részén, amelynek lakossága közel 10000 fő.

## Története
Tupaia polinéz hajós, aki a híres James Cook kapitánnyal hajózott, Raiatea szigetén született 1725 környékén. Omai (kb. 1751-1780), szintén ezen a szigeten született. Ő volt a második polinéz, aki Európába látogatott. Az 1774-es londoni utazásukkor ő volt Cook kapitány tolmácsa.
VI. Tamatoa király a monarchia utolsó uralkodója volt (1884-1888 között uralkodott).

## Közlekedés
Raiatea körül egészen körbefut egy kis út. A Raiatea repülőtér Uturoa település mellett található.

## Közigazgatás

Raiatea zászlaja

A sziget 3 települési önkormányzatra (communes) van felosztva:
- Uturoa
- Taputapuatea
- Tumaraa

A három önkormányzat a Szélcsendes-szigetek közigazgatási egységei közé tartozik.

## Gazdasága
A sziget gazdasága főleg mezőgazdasági termékekből áll: vanília, ananász és kókuszdió. Szintén termesztik a kávéfélék családjába tartozó nonit. A Faaroa-völgy az egyik nagy és fontos mezőgazdasági terület, amelyen vaníliát termesztenek. A gyöngytermesztés is igen fontos iparág, azonban a szarvasmarha, birka és disznó tenyésztés visszaesőben van. A szigetcsoport más szigeteihez képest alacsony a turizmus mértéke. A helyi turizmus infrastrukturája főleg panziókból, boarding houses, két jachtkikötőből, egy négycsillagos hotelből és egy kikötőből áll. Létezik egy hajóépítő és jacht javító műhely is a szigeten. A legtöbb állást a szigeten a közszolgáltatás és a fogyasztói piac adja.

## Galéria

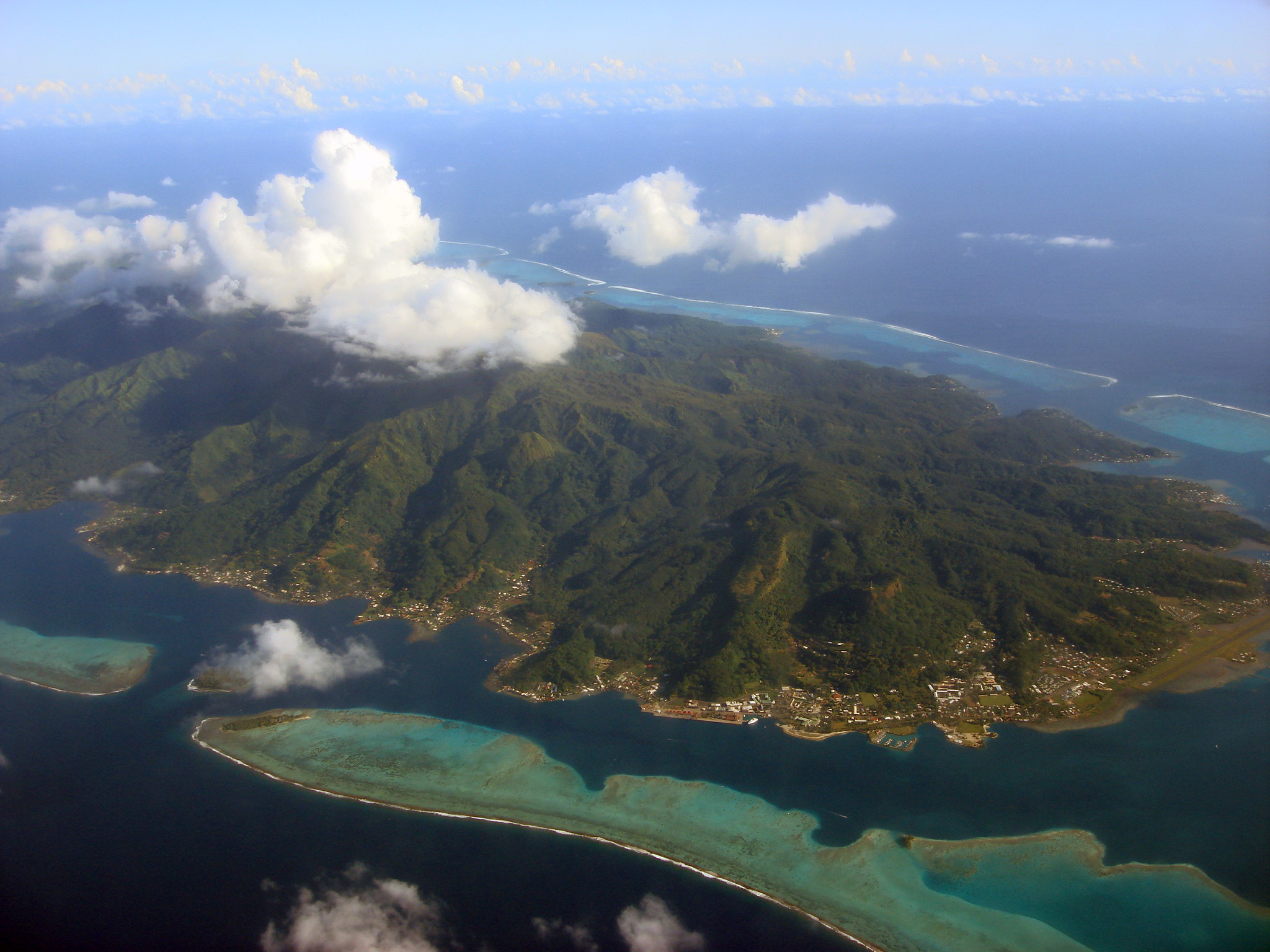
Ra'iatea repülőről nézve.
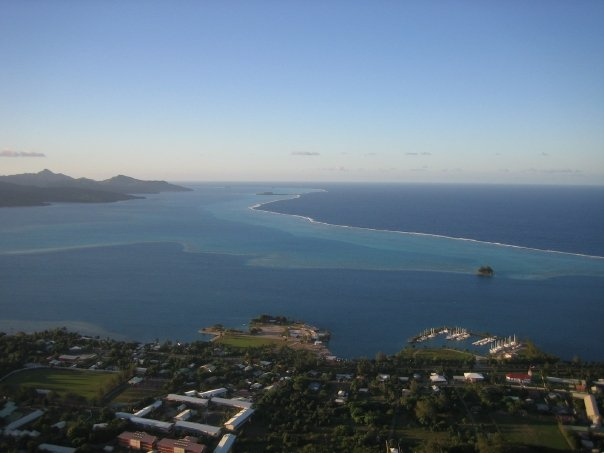
Uturoa, Tapi Oi felől nézve.
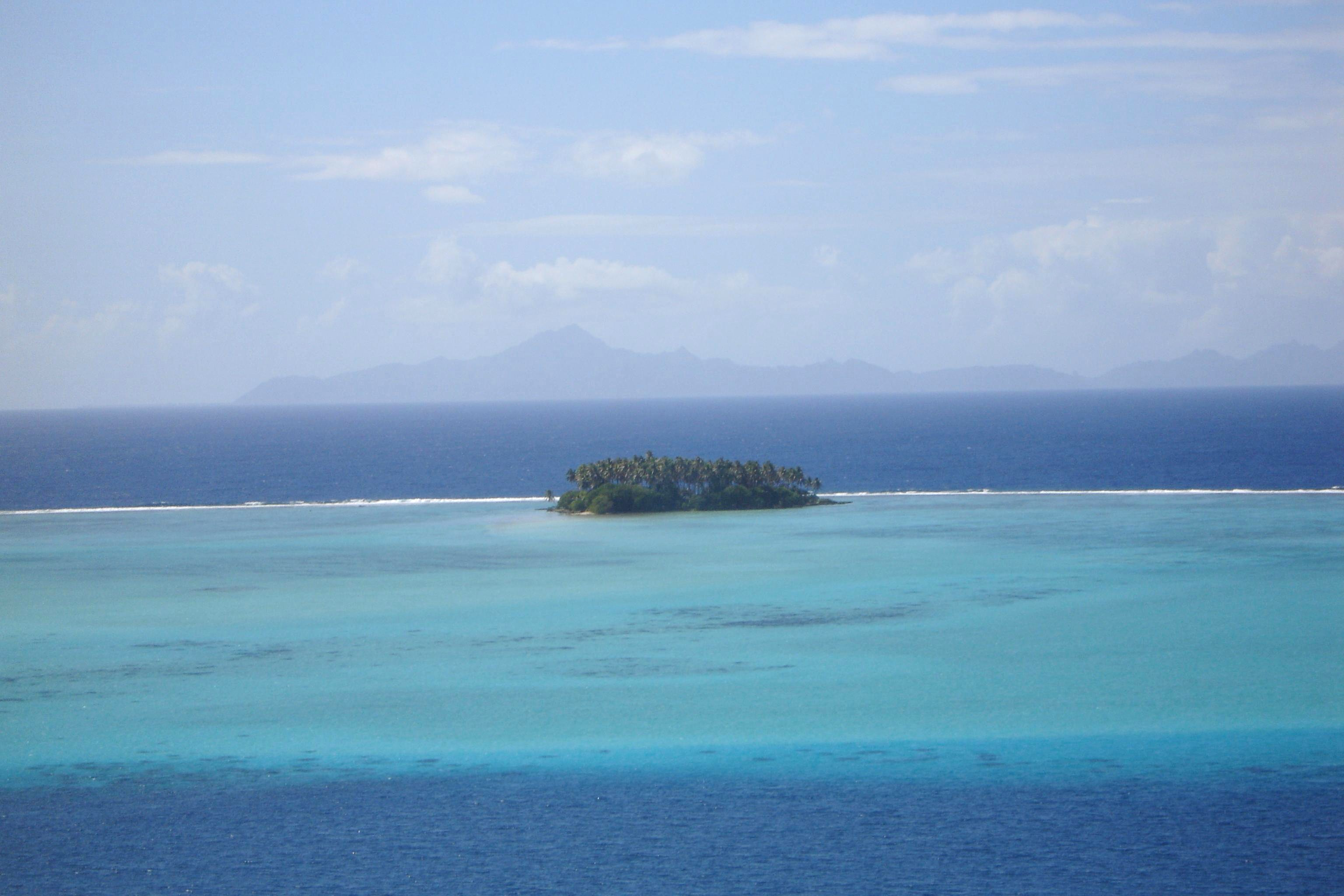
Ra'iateától délre lévő kis sziget - a háttérben Huahine.
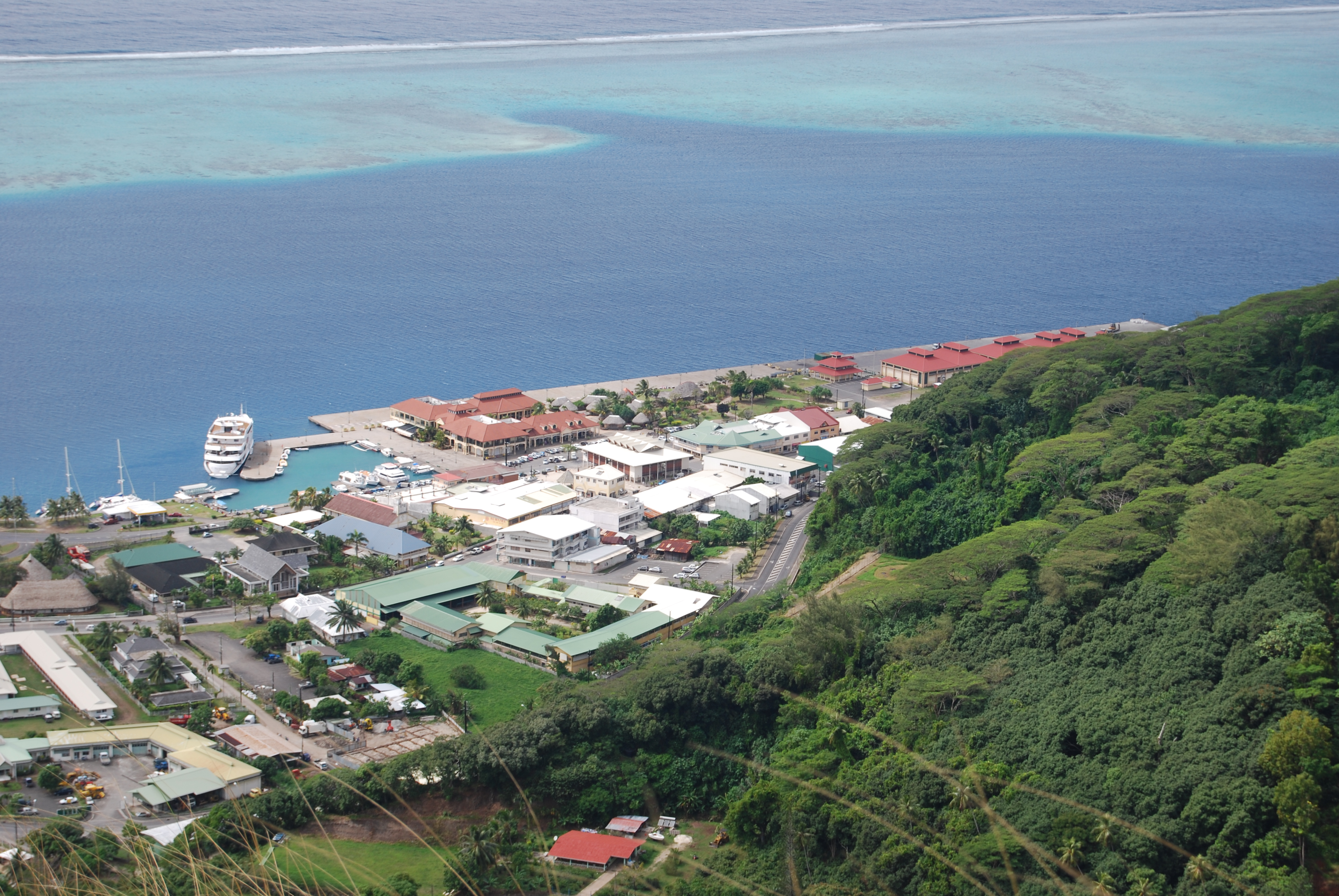
Uturoa település felülről.
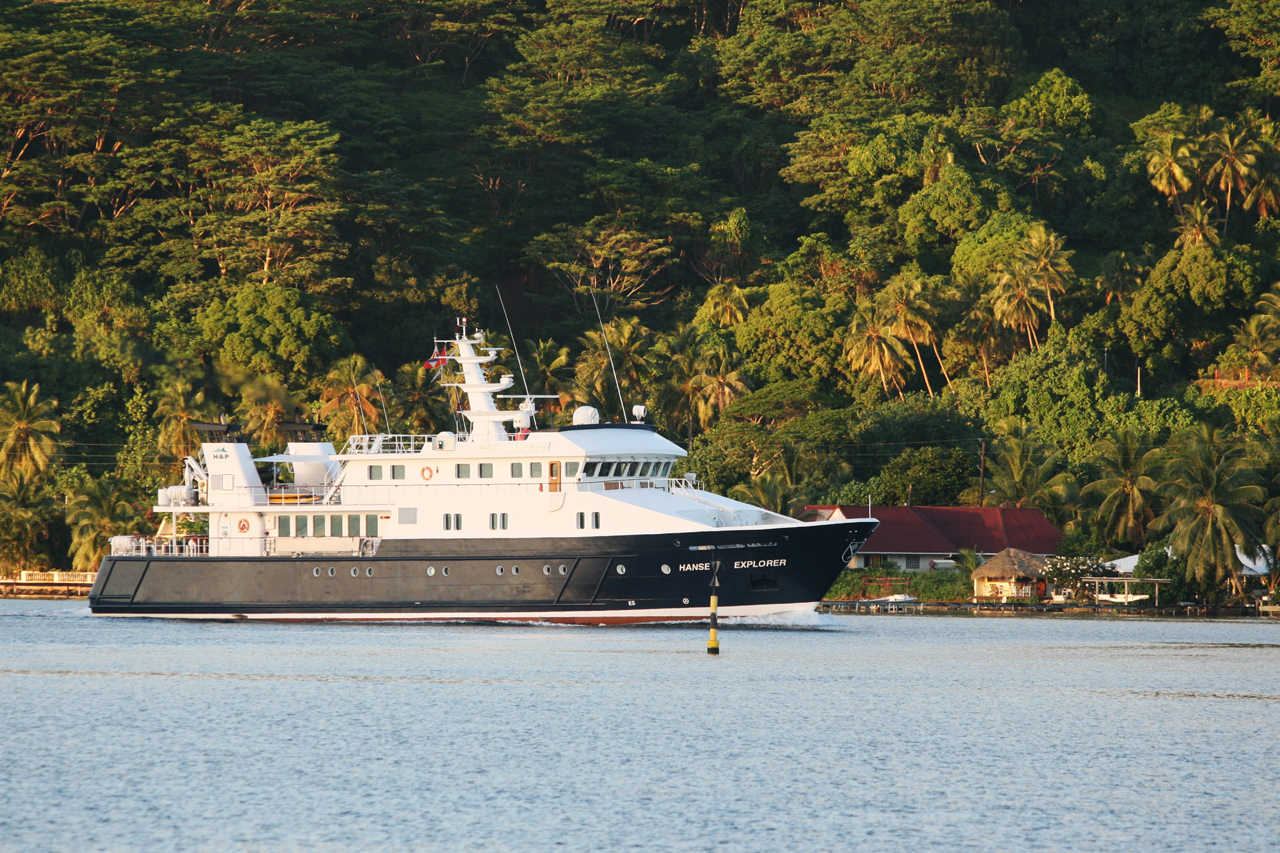
Hajó Ra'iatea szigeténél.
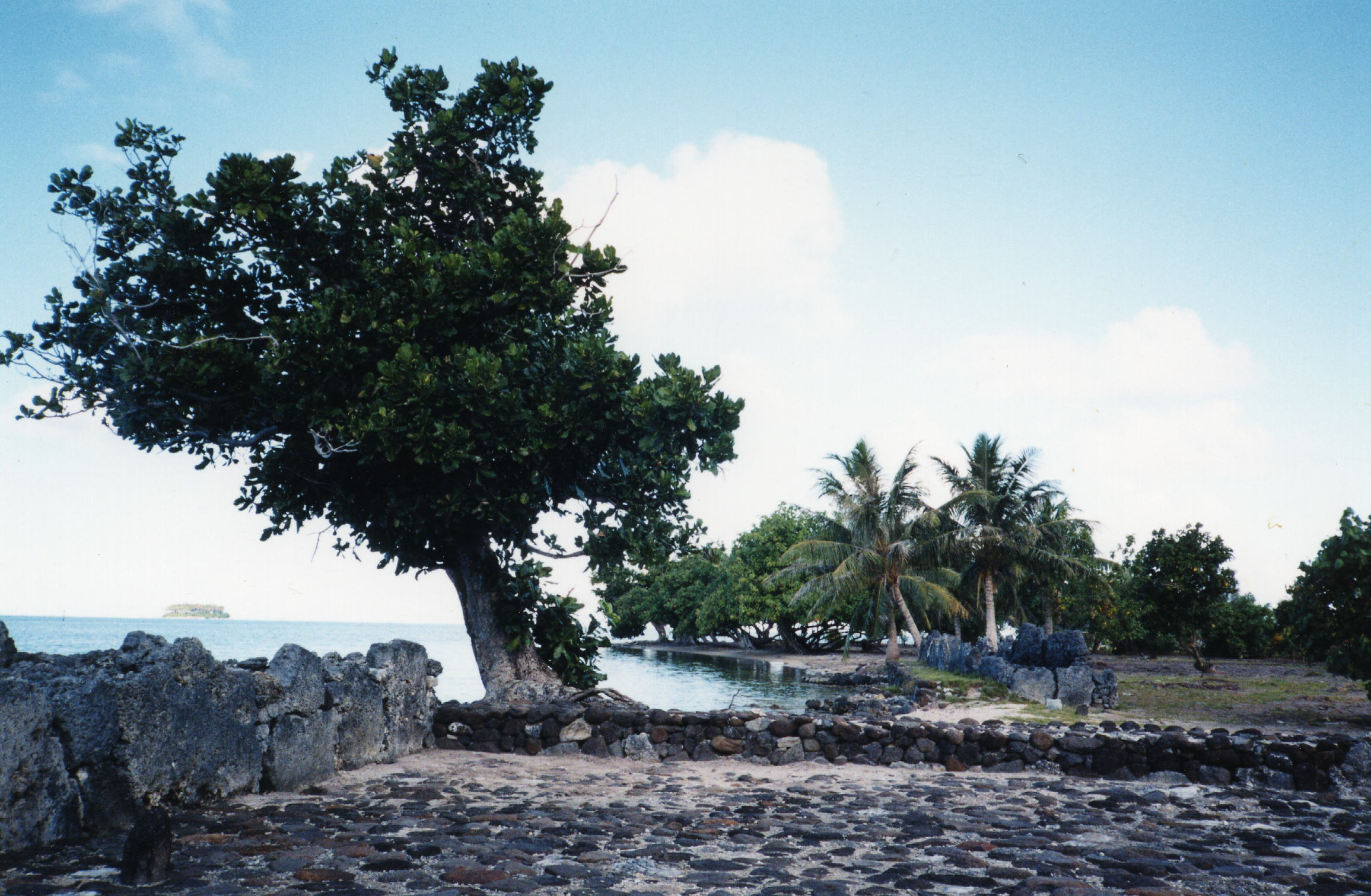
Taputapuātea marae látképe.
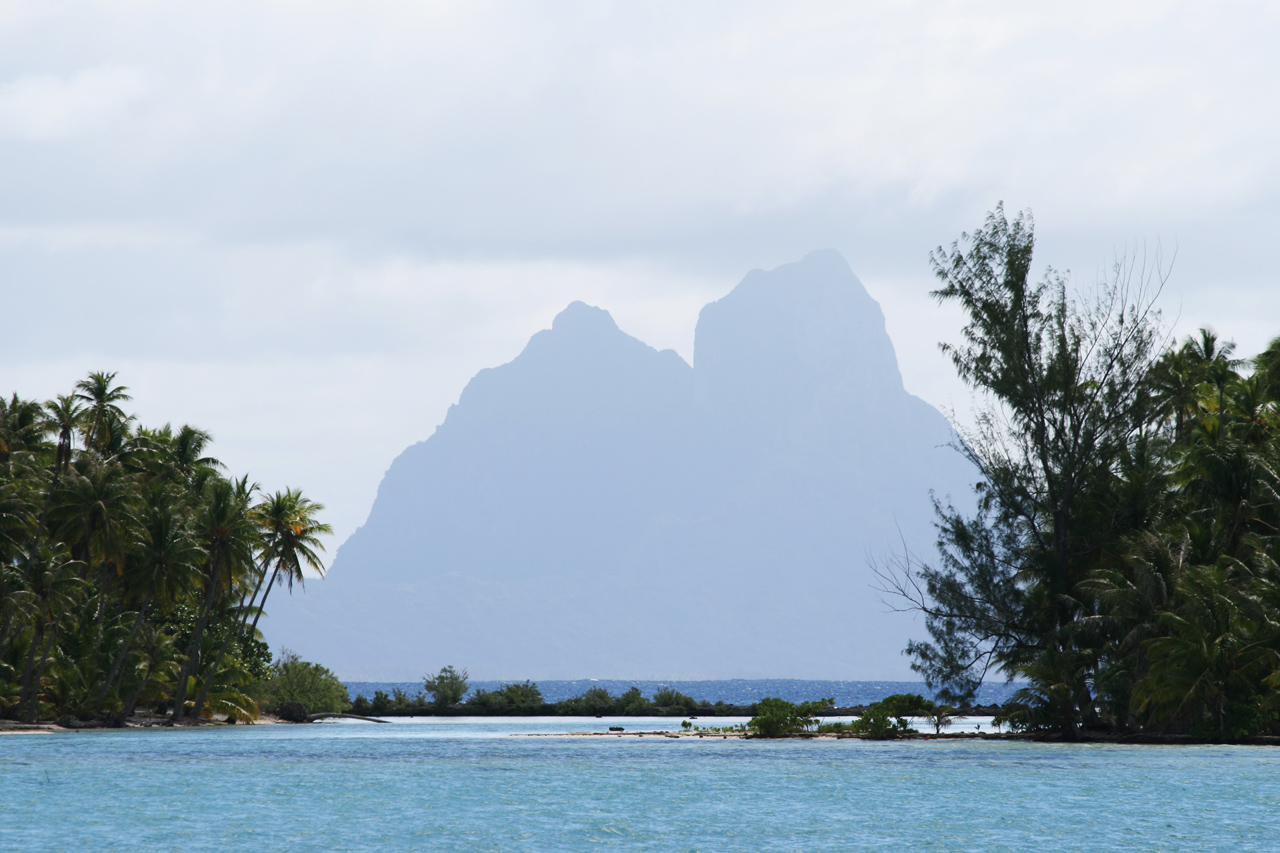
Bora Bora látképe Ra'iatea szigetéről.
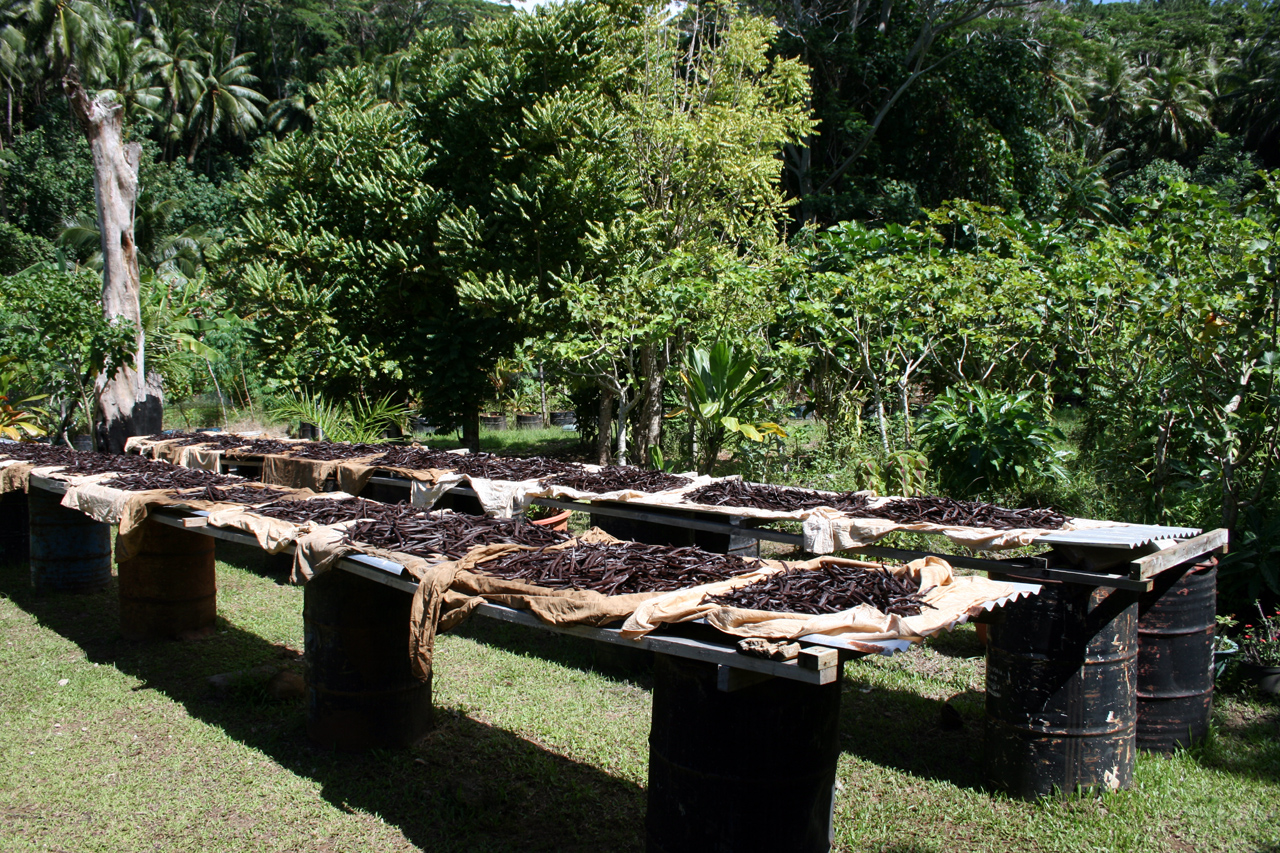
Napon száradó vanília hüvelyek.
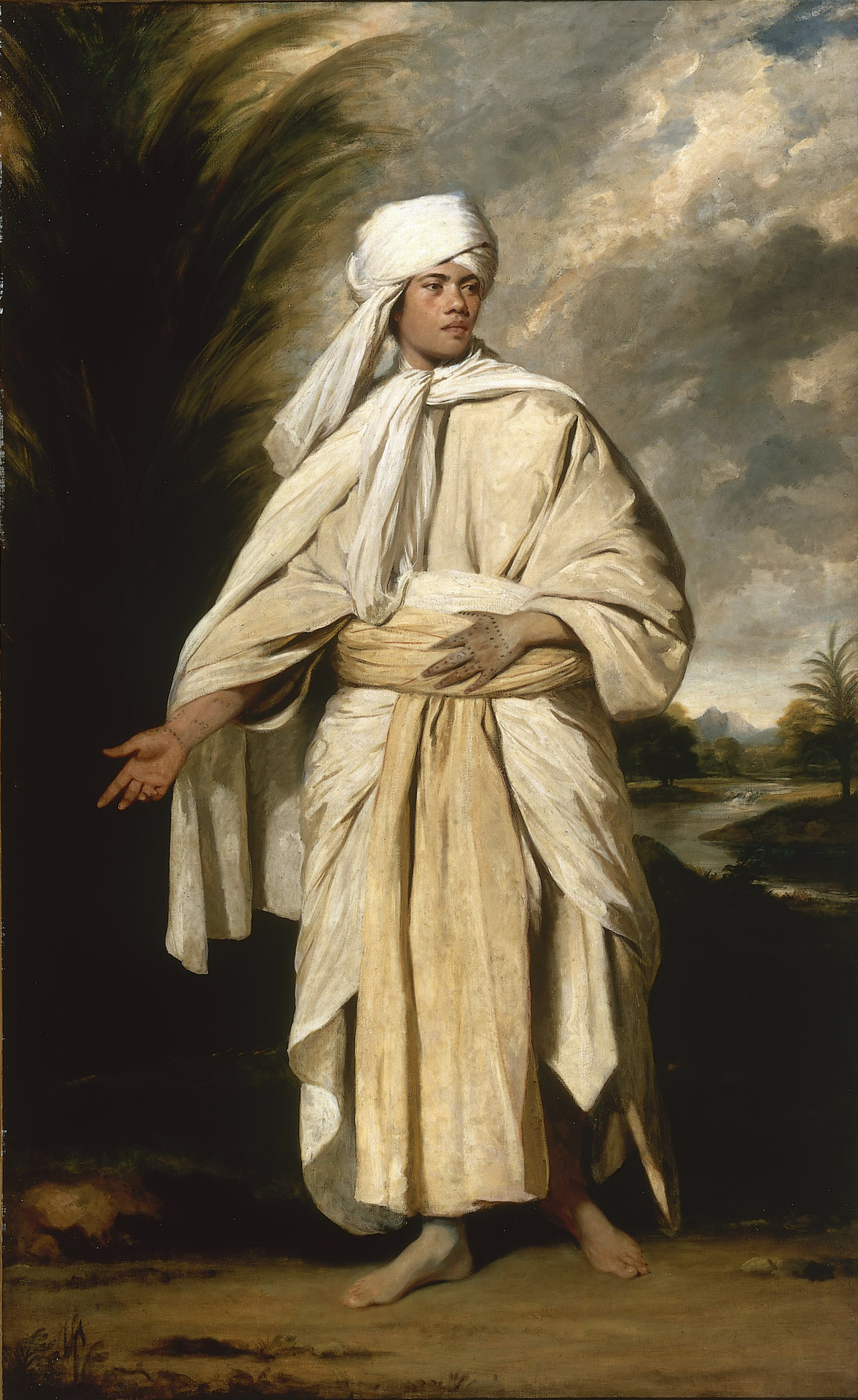
Omai, Joshua Reynolds olajfestménye, 1776.